# 1. ŽNL Koprivničko-križevačka 2020./21.
Ovaj članak je podtema članka: 5. rang HNL-a 2020./21.

1. ŽNL Koprivničko-križevačka u sezoni 2020./21. je nogometna liga prvog stupnja na području Koprivničko-križevačke županije, te ligu petog stupnja nogometnog prvenstva Hrvatske.
U ligi sudjeluje 14 klubova, koji igraju dvokružnu ligu (26 kola).
Prvak ove sezone je NK Borac iz Imbriovca.

## Sudionici
| Klub               | Mjesto             |
| ------------------ | ------------------ |
| NK Borac           | Imbriovec          |
| NK Bratstvo        | Kunovec            |
| NK Mladost(M)      | Molve              |
| NK Panonija        | Peteranec          |
| NK Drava(NP)       | Novigrad Podravski |
| NK Lipa            | Hlebine            |
| NK Sloga(KI)       | Koprivnički Ivanec |
| NK Miklinovec      | Koprivnica         |
| NK Tomislav-Radnik | Sveti Ivan Žabno   |
| NK Viktorija       | Vojakovac          |
| NK Kalinovac       | Kalinovac          |
| NK Mladost(S)      | Sigetec            |
| NK Osvit           | Đelekovec          |
| NK Prekodravac     | Ždala              |

## Ljestvica
| mj. | klub                     | ut. | pob. | ner. | por. | gol+ | gol- | G+/- | bod | Kvalifikacije                              |
| --- | ------------------------ | --- | ---- | ---- | ---- | ---- | ---- | ---- | --- | ------------------------------------------ |
| 1.  | NK Borac Imbriovec (P)   | 26  | 20   | 3    | 3    | 85   | 26   | +59  | 63  | MŽNL Bjelovar – Koprivnica – Virovitica    |
| 2.  | NK Bratstvo Kunovec      | 26  | 19   | 0    | 7    | 90   | 38   | +52  | 57  | 1. ŽNL Koprivničko-križevačka              |
| 3.  | NK Mladost Molve         | 26  | 17   | 5    | 4    | 73   | 37   | +36  | 56  | 1. ŽNL Koprivničko-križevačka              |
| 4.  | NK Sloga (KI)            | 26  | 15   | 3    | 8    | 94   | 37   | +57  | 48  | 1. ŽNL Koprivničko-križevačka              |
| 5.  | NK Lipa Hlebine          | 26  | 12   | 2    | 12   | 50   | 49   | +1   | 38  | 1. ŽNL Koprivničko-križevačka              |
| 6.  | NK Osvit Đelekovec       | 26  | 12   | 0    | 14   | 56   | 54   | +2   | 36  | 1. ŽNL Koprivničko-križevačka              |
| 7.  | NK Miklinovec            | 26  | 10   | 5    | 11   | 48   | 48   | 0    | 35  | 1. ŽNL Koprivničko-križevačka              |
| 8.  | NK Tomislav-Radnik       | 26  | 8    | 6    | 12   | 50   | 52   | -2   | 30  | 1. ŽNL Koprivničko-križevačka              |
| 9.  | NK Mladost Sigetec       | 26  | 9    | 3    | 14   | 41   | 54   | -13  | 30  | 1. ŽNL Koprivničko-križevačka              |
| 10. | NK Drava (NP)            | 26  | 9    | 3    | 14   | 41   | 62   | -21  | 30  | 1. ŽNL Koprivničko-križevačka              |
| 11. | NK Panonija Peteranec    | 26  | 9    | 1    | 16   | 41   | 65   | -24  | 28  | 1. ŽNL Koprivničko-križevačka              |
| 12. | NK Viktorija Vojakovac   | 26  | 7    | 4    | 15   | 29   | 79   | -50  | 25  | 1. ŽNL Koprivničko-križevačka              |
| 13. | NK Kalinovac             | 26  | 8    | 1    | 17   | 32   | 98   | -66  | 25  | 1. ŽNL Koprivničko-križevačka              |
| 14. | NK Prekodravac Ždala (R) | 26  | 6    | 6    | 14   | 35   | 66   | -31  | 24  | Relegacija u 2. ŽNL Koprivničko-križevačka |

(P) - Osiguran naslov prvaka, (R) - Relegacija u niži rang natjecanja

## Vanjske poveznice
- Nogometni savez Koprivničko-križevačke županije  Arhivirana inačica izvorne stranice od 8. srpnja 2017. (Wayback Machine)
- 1. ŽNL Koprivničko-križevačka  Arhivirana inačica izvorne stranice od 21. lipnja 2019. (Wayback Machine)